# Welsh Cup 1890-91
Welsh Cup 1890–91 var den 14. udgave af Welsh Cup, og turneringen havde deltagelse af 28 hold. Finalen blev afviklet den 30. marts 1891 på The Cricket Field i Oswestry, hvor Shrewsbury Town FC vandt 5-2 over Wrexham AFC. Dermed sikrede Shrewsbury Town FC sig sin første triumf i Welsh Cup.

## Resultater

### Første runde
28 hold spillede om 16 pladser i anden runde. Fire hold, Shrewsbury Town FC, Wellington St. George FC, Builth FC og Rhostyllen Victoria FC, var oversiddere og gik derfor videre til anden runde uden kamp.
| Dato    | Kamp                                | Res.   | Spillested |
| ------- | ----------------------------------- | ------ | ---------- |
|         | Bangor FC – Colwyn Bay FC           | [0]7–4 |            |
|         | Brymbo Institute FC – Gresford FC   | 2–2    |            |
|         | Buckley FC – Northwich Victoria FC  | w.o.   |            |
|         | Carnarvon FC – Rhyl FC              | 3–4    |            |
|         | Chirk AAA FC – Druids FC            | 2–1    |            |
|         | Corwen FC – Rhosllanerchugog FC     | 0–2    |            |
|         | Crewe Alexandra FC – Wrexham AFC    | w.o.   |            |
|         | Mold FC – Holywell FC               | 3–2    |            |
|         | Oswestry FC – Rhayader FC           | 4–3    |            |
|         | St Asaph FC – Bangor Athletic FC    | 3–2    |            |
|         | Westminster Rovers FC – Nantwich FC | w.o.   |            |
|         | Wrexham Hibernians FC – Overton FC  | 2–2    |            |
| Omkampe |                                     |        |            |
|         | Bangor FC – Colwyn Bay FC           | 3–1    |            |
|         | Brymbo Institute FC – Gresford FC   | 1–2    |            |
|         | Wrexham Hibernians FC – Overton FC  | 3–2    |            |

### Anden runde
16 hold spillede om otte ledige pladser i kvartfinalerne.
| Dato | Kamp                                           | Res.   | Spillested |
| ---- | ---------------------------------------------- | ------ | ---------- |
|      | Bangor FC – Mold FC                            | [0]4–1 |            |
|      | Gresford FC – Westminster Rovers FC            | 3–4    |            |
|      | Northwich Victoria FC – Wrexham AFC            | w.o.   |            |
|      | Oswestry FC – Wellington St George FC          | 1–0    |            |
|      | Rhosllanerchugog FC – Chirk AAA FC             | 2–1    |            |
|      | Shrewsbury Town FC – Builth FC                 | 4–1    |            |
|      | St Asaph FC – Rhyl FC                          | w.o.   |            |
|      | Wrexham Hibernians FC – Rhostyllen Victoria FC | 3–5    |            |

### Kvartfinaler
De otte hold, der var gået videre fra anden runde, spillede om fire ledige pladser i semifinalerne.
| Dato   | Kamp                                  | Res. | Spillested |
| ------ | ------------------------------------- | ---- | ---------- |
|        | Rhostyllen Victoria FC – Chirk AAA FC | 1–2  |            |
|        | Rhyl FC – Mold FC                     | 2–2  |            |
|        | Shrewsbury Town FC – Oswestry FC      | 6–0  |            |
|        | Westminster Rovers FC – Wrexham AFC   | 0–1  |            |
| Omkamp |                                       |      |            |
|        | Rhyl FC – Mold FC                     | 2–3  |            |

### Semifinaler
Semifinalerne blev spillet på neutral bane.
| Dato | Kamp                         | Res. | Spillested                 |
| ---- | ---------------------------- | ---- | -------------------------- |
|      | Wrexham AFC – Chirk AAA FC   | 4–3  | Shrewsbury                 |
|      | Shrewsbury Town FC – Mold FC | 5–0  | Racecourse Ground, Wrexham |

### Finale
| Dato  | Kamp                             | Res. | Tilskuere | Spillested                  |
| ----- | -------------------------------- | ---- | --------- | --------------------------- |
| 30.3. | Shrewsbury Town FC – Wrexham AFC | 5–2  | 3.000     | The Cricket Field, Oswestry |